# Херман II фон Кранихфелд
Херман II фон Кранихфелд (на немски: Hermann II von Kranichfeld; * ок. 1260/или пр. 1286, Тюрингия; † сл. 1333) е господар в господството Горен-Кранихфелд в Тюрингия. Споменаван е в документи от 1286 до 1333 г.

## Произход и наследство
Той е син на Фолрад 'Млади' фон Кранихфелд (* ок. 1228; † сл. 1296) и съпругата му Матилда фон Бланкенбург (* ок. 1238). Внук е на Райнхард фон Кранихфелд († 1240/1280) и Юта († сл. 1280). Правнук е на Фолрад фон Кранихфелд († сл. 1191). Роднина е на епископите на Халберщат Майнхард фон Кранихфелд (1241 – 1252) и Фолрад фон Кранихфелд (1254 – 1295). Сестра му Юта фон Кранихфелд (* 1285; † 5 ноември 1347) е 18. абатиса на манастир Кведлинбург (1309 – 1347).
Господарите фон Кранихфелд са близки роднини и са свързани по собственост с Шварцбургите. Двата рода произлизат от рода на графовете фон Кефернбург. През 1172 г. господството Кранихфелд е разделено на Горно и Долно господство.
Родът изчезва по мъжка линия със смъртта на внука му Херман IV през 1383 г., чиято дъщеря Матилда († сл. 1417) наследява Кранихфелд, която е омъжена за бургграф Албрехт III фон Кирхберг († 1427). През средата на 15 век дворецът и господството Горен-Кранихфелд са продадени на Дом Ройс, в който една дъщеря Ирмгард († 1462) от род Кирхберг е омъжена ок. 1398 г. за Хайнрих VII Ройс фон Плауен († 1426).

## Фамилия
Херман II фон Кранихфелд се жени за Леукард фон Гера (* ок. 1264; † сл. 1351), дъщеря на фогт Хайнрих I фон Гера († между 1 юни 1269 – 1274) и Лугард фон Хелдрунген († сл. 31 август 1279). Те имат децата:
- Фолрад фон Кранихфелд († сл. 1334)
- Херман III фон Кранихфелд (* ок. 1290; † сл. 1362), господар на Кранихфелд, женен за Ирмгард фон Кефернбург
- Хайнрих фон Кранихфелд († сл. 1370), в немския орден Кумпан (1336 – 1344), комтур на Бирглау (1346 – 1347), рицар на немския орден (1349), пфлегер на Растенбург (1361), горски майстер на Лойненбург (1370)
- Фолрад фон Кранихфелд († сл. 1375), светски (1320 – 1339), домхер в Халберщат (1343), домхер в Наумбург (1363 – 1370), архидяконв Гатерслебен (1375)
- София фон Кранихфелд, омъжена за Хайнрих фон Кирхберг († сл. 1320)